# David S. Cohen

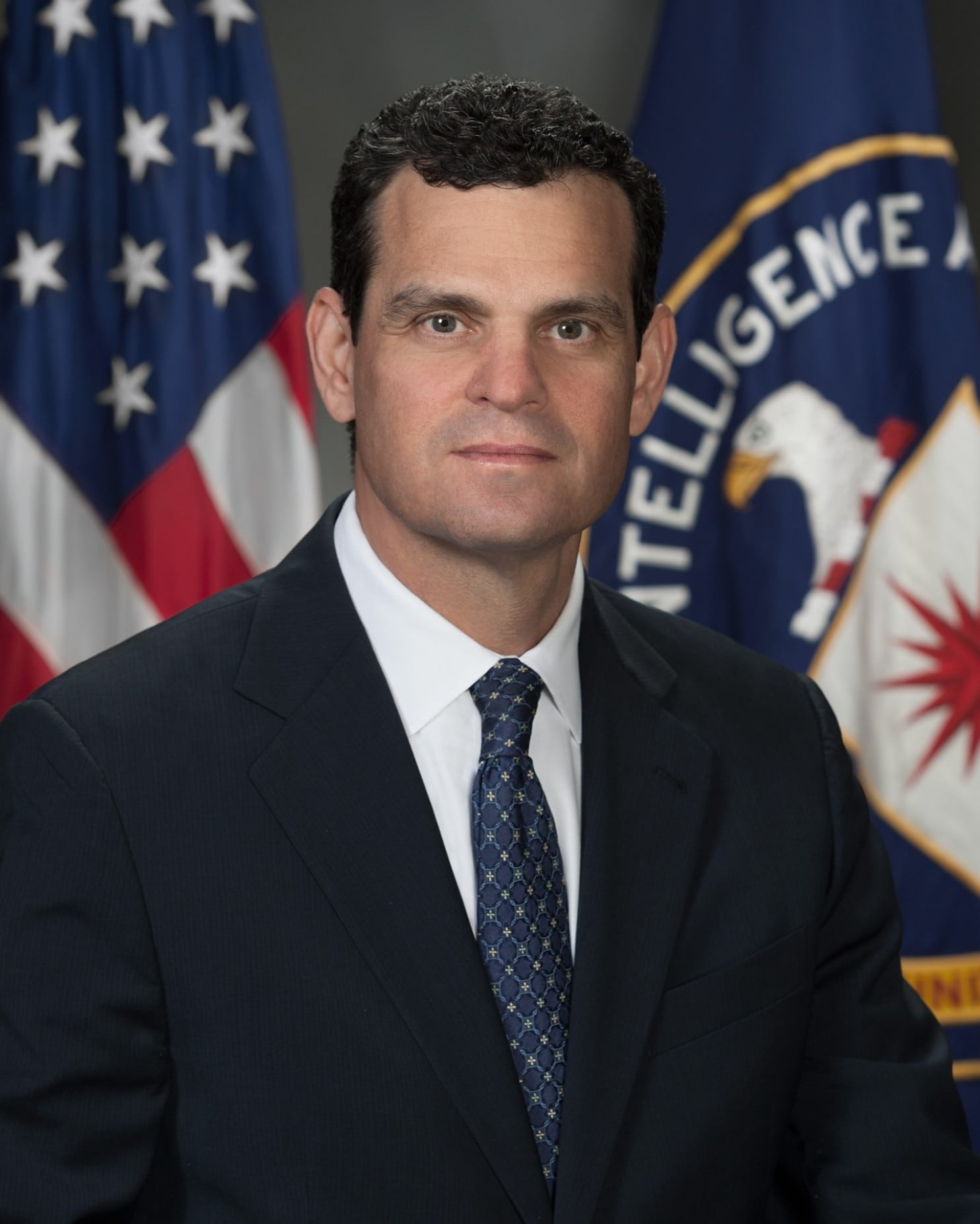
David S. Cohen

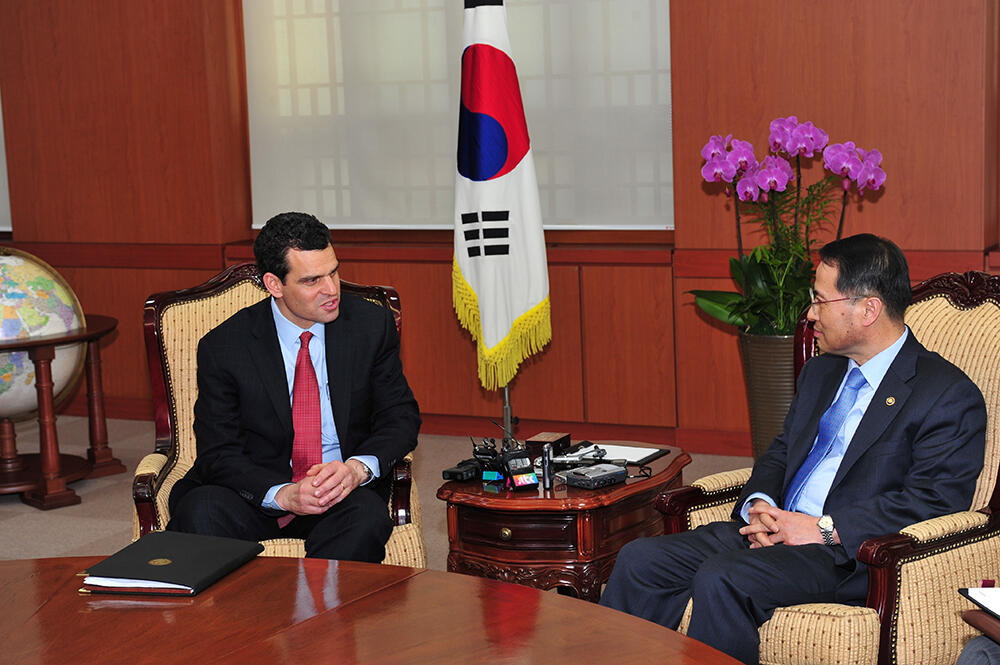
David Cohen (links) in Seoul mit dem stellvertretenden südkoreanischen Außenminister Kim Kyou-hyun im Jahr 2013

David S. Cohen (* 11. Juni 1963 in Boston, Massachusetts) ist ein amerikanischer Jurist und Politiker. Er ist unter Präsident Joe Biden stellvertretender Direktor der CIA.

## Leben
Er studierte bis 1985 an der Cornell University und erhielt 1989 den Juris Doctor der Yale Law School. Anschließend arbeitete Cohen als Rechtsreferendar für Richter Norman P. Ramsey am U.S. District Court for the District of Maryland. Danach war er in einer kleinen Kanzlei als Strafverteidiger tätig und spezialisierte sich auf Wirtschaftskriminalität und Zivilrecht.
1999 wechselte er ins US-Finanzministerium, zunächst als Assistent des Chefjustiziars Neal S. Wolin, dann zum kommissarischen stellvertretenden Chefjustiziar befördert. Cohen wirkte mit am Gesetzestext Title III des USA PATRIOT Act, der sich mit Geldwäsche beschäftigt. 2001 wechselte er zurück in die Privatwirtschaft und praktizierte Wirtschaftsrecht in der Großkanzlei Wilmer Cutler Pickering Hale and Dorr, wo er 2004 zum Partner ernannt wurde.
2009 kehrte Cohen in den Öffentlichen Dienst zurück, als Präsident Barack Obama ihn zum Staatssekretär ins Finanzministerium berief (Under Secretary of the Treasury for Terrorism and Financial Intelligence). Am 9. Februar 2015 wurde er von Obama zum stellvertretenden Direktor der CIA ernannt. Dieses Amt hatte er bis zum Ende von Obamas Amtszeit inne. Seit 20. Januar 2021 bekleidet er diese Position erneut unter Präsident Joe Biden.